# Jacek Podsiadło

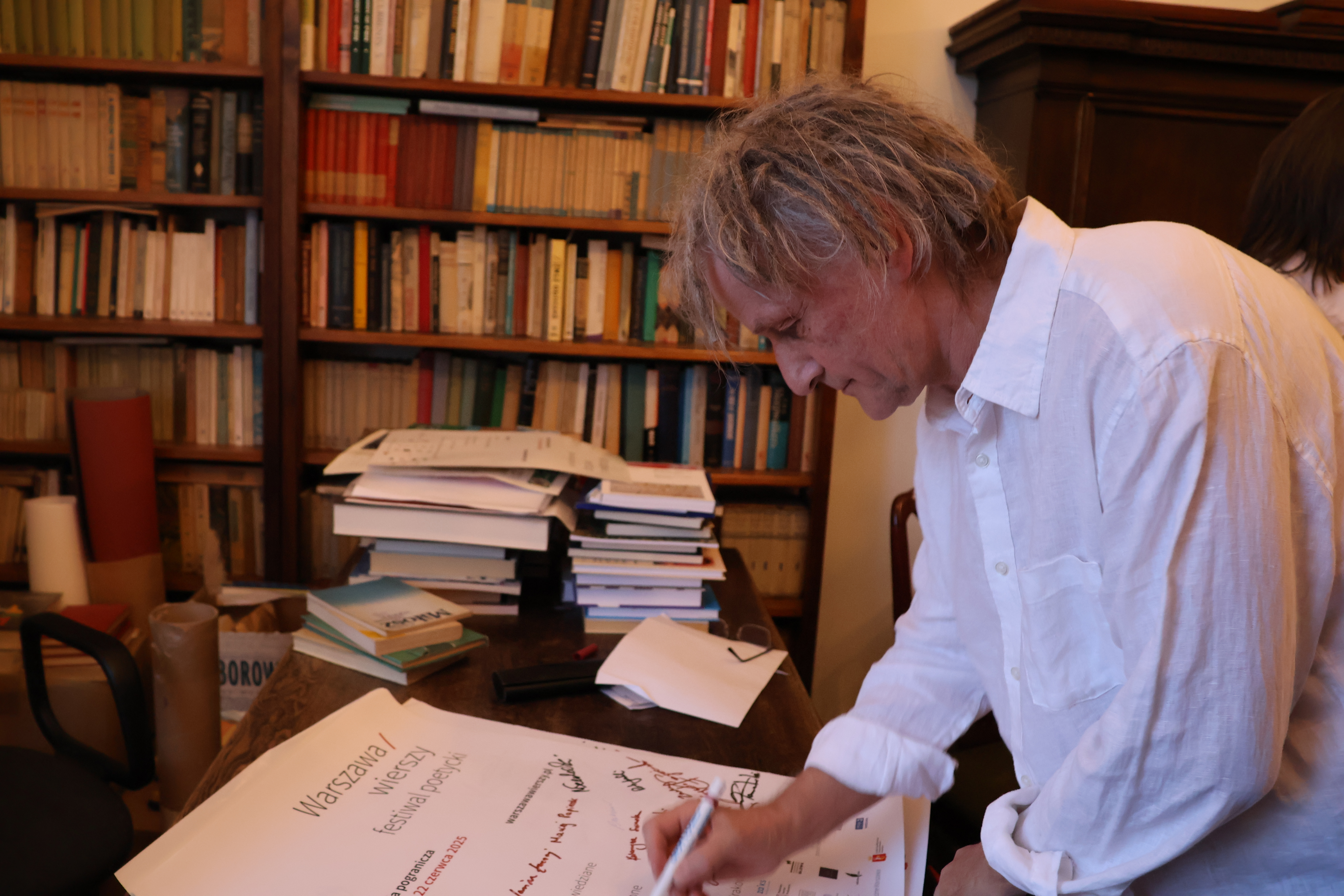
Jacek Podsiadło w Polskim PEN Clubie - Warszawa, 22 czerwca 2025

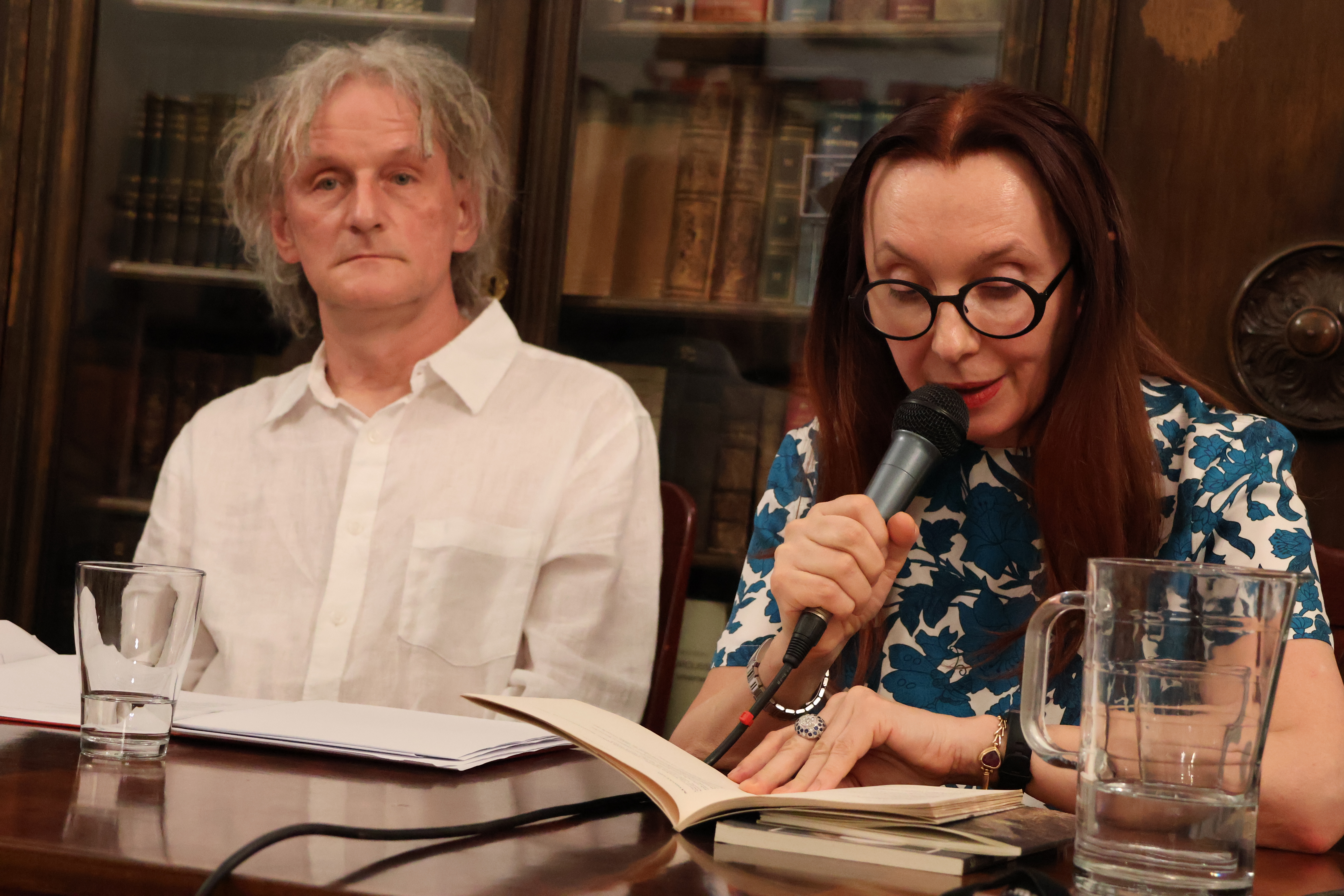
Z poetką Marzanną Bogumiłą Kielar

Jacek Podsiadło (ur. 7 lutego 1964 w Szewnie) – polski poeta, prozaik, tłumacz, dziennikarz, felietonista.

## Życiorys
Po przerwaniu nauki szkolnej pracował w Hucie im. Marcelego Nowotki w Ostrowcu Świętokrzyskim. Ok. 1984 rzucił pracę i rozpoczął pięcioletnią wędrówkę po Polsce (według własnej relacji przebywał m.in. w Łodzi), w czasie której zadebiutował literacko wydanym w Toruniu tomem poezji Nieszczęście doskonałe (1987). Był w latach 80. współpracownikiem pacyfistycznego ruchu Wolność i Pokój.
Po ogłoszeniu w 1990 drugiego tomu pt. W lunaparkach smutny, w lupanarach śmieszny związał się z pismem „brulion” Roberta Tekielego i stał się obok Marcina Świetlickiego czołowym autorem tego środowiska. W latach 90. pracował jako stróż na budowie, publikował na łamach periodyków „Po Prostu” (wydawane 1990–1991), „NaGłos”, „Kresy”, „Opcje”, „Nowy Nurt” (wydawany 1994–1996), „Kartki”, „Odra”, „Zielone Brygady” i w artzinach „n-Europa”, „Wątroba”, „Xerro”. W 1992 został zatrudniony przez Polskie Radio w Opolu. Po zerwaniu z Tekielim od 1998 do 2005 współpracował z pismem „Lampa i Iskra Boża” Pawła Dunina-Wąsowicza. W 2000 został felietonistą „Tygodnika Powszechnego”, rozstał się z pismem w 2005 na tle sporów redakcyjnych o komentarze do inwazji USA na Irak. Po tym, jak Radio Opole zdjęło jego program z anteny w 2008, wytoczył mu i wygrał proces o nieuzasadnione zakończenie współpracy. Przez kilka lat prowadził rubrykę literacką w „Nowej Trybunie Opolskiej”.
W latach 2012–2014 był kierownikiem literackim i autorem tekstów w projekcie muzycznym R.U.T.A., z którym rozpoczął współpracę w 2011.
W 2020 powrócił do współpracy z „Tygodnikiem Powszechnym”.
W lutym 2025 podjął próbę zrzeczenia się obywatelstwa Rzeczypospolitej Polskiej, odwołując się do koncepcji prawa naturalnego.

## Twórczość
Jest autorem wielu tomów poezji, publikował wiersze i fragmenty prozy w większości polskich czasopism literackich. Jego wiersze tłumaczono m.in. na angielski, niemiecki, słowacki, słoweński i ukraiński. Jest również autorem przewodnika po Wilnie wydanego przez wydawnictwo Pascal. W swojej twórczości krytykuje usankcjonowane prawnie instytucje społeczne (państwo, wojsko, edukacja), a także zjawisko autorytetu i poprawność językową jako formy społecznego ucisku, głosząc anarchistyczne i pacyfistyczne poglądy.
W latach 1993–2008 prowadził audycję „Studnia” w Radiu Opole. W latach 2009–2018 prowadził własne Domowe Radio „Studnia” w Internecie. W latach 2000–2007 był stałym felietonistą „Tygodnika Powszechnego”. Od 2020 do początku 2024 r. ponownie pisał dla tego tygodnika felietony. Od 2023 r. prowadzi osobistą stronę pod adresem jacpo.pl.

## Nagrody i wyróżnienia
W 1992 r. został laureatem Grand Prix w konkursie na brulion poetycki im. M.M. Morawskiej. Laureat licznych nagród literackich, m.in. nagrody im. Georga Trakla (1994), Nagrody Fundacji im. Kościelskich (1998), Nagrody im. Czesława Miłosza (2000); sześciokrotnie nominowany do Nagrody Literackiej „Nike” (w 1999 za Niczyje, boskie, w 2000 za Wychwyt Grahama, w 2006 za Krę, w 2015 za Przez sen – finał nagrody i w 2017 za Włos Bregueta – finał nagrody, w 2021 za Podwójne wahadło - finał nagrody), nominowany do Nagrody Literackiej Gdynia 2009 w kategorii proza za Życie, a zwłaszcza śmierć Angeliki de Sancé, dwukrotnie nominowany do Nagrody Poetyckiej im. K.I. Gałczyńskiego „Orfeusz” (w 2015 za tom Przez sen oraz w 2023 za tom Człowiek, który odjechał). W 2015 otrzymał Wrocławską Nagrodę Poetycką „Silesius” za całokształt twórczości oraz Nagrodę Poetycką im. Wisławy Szymborskiej 2015 za tom Przez sen (ex-aequo z Romanem Honetem). W 2017 otrzymał Wrocławską Nagrodę Poetycką „Silesius” za tom Włos Bregueta.

## Wybrane publikacje
- Nieszczęście doskonałe, Toruńskie Towarzystwo Kultury, Toruń 1987.
- W lunaparkach smutny, w lupanarach śmieszny, Staromiejski Dom Kultury, Warszawa 1990.
- Wiersze wybrane 1985–1990, Biblioteka „brulionu”, Warszawa-Kraków 1992.
- Arytmia, Biblioteka „brulionu”, Warszawa 1993.
- Dobra ziemia dla murarzy, Tikkun, Warszawa 1994.
- Języki ognia, Biblioteka „brulionu”, Warszawa-Kraków 1994.
- To all the whales I’d love before, Kartki, Białystok 1996.
- Niczyje, boskie, Biblioteka „brulionu”, Warszawa 1998.
- Wiersze wybrane 1990–1995, Stowarzyszenie „Inna Kultura”, Bielsko-Biała 1998.
- Wiersze zebrane, Lampa i Iskra Boża, Warszawa 1998 (II wydanie: 2003).
- Wychwyt Grahama, Lampa i Iskra Boża, Warszawa 1999.
- Cisówka. Wiersze. Opowiadania, Biblioteka „Kartek”, Białystok 1999.
- I ja pobiegłem w tę mgłę, Znak, Kraków 2001.
- Kra, Znak, Kraków 2005.
- A mój syn... (zbiór felietonów), Znak, Kraków 2006.
- Pippi, dziwne dziecko (zbiór felietonów), Hokus-Pokus, Warszawa 2006.
- Życie, a zwłaszcza śmierć Angeliki de Sancé, Znak, Kraków 2008.
- Trzy domy, Jacek Santorski & Co, Warszawa 2009.
- Czerwona kartka dla Sprężyny, Nasza Księgarnia, Warszawa 2009.
- Pod światło, Bez napiwku, Opole 2011.
- Przez sen, Ośrodek „Brama Grodzka – Teatr NN”, Lublin 2014.
- Przedszkolny sen Marianki, Biuro Literackie, Wrocław 2015.
- Włos Bregueta, Wydawnictwo WBPiCAK, Poznań 2016.
- Konie, dziewczyna i pies. Pamiętnik, Nasza Księgarnia, Warszawa 2019.
- Litania i inne wiersze przeciw państwu (wybór wierszy), Wydawnictwo WBPiCAK, Poznań 2019.
- Podwójne wahadło, Wydawnictwo WBPiCAK, Poznań 2020.

## Opracowania twórczości
- Tomasz Dalasiński, „Jadąc do ciebie”. Szkice o poezji Jacka Podsiadły, Instytut Literatury / Wydawnictwo Naukowe UKSW, Kraków / Warszawa 2019[25]

## Życie prywatne
Jest synem Mieczysława i Stanisławy z domu Pietrzyk. Jest ojcem Dawida, wrocławskiego dziennikarza radiowego.